# Max Tzwangue
 (février 2025).
Motif : notoriété non démontrée par des sources secondaires indépendantes pérennes et de qualité. le Maitron ne suffit pas à valider une notoriété encyclopédique pérenne.
- Archive Wikiwix
- Bing
- Cairn
- DuckDuckGo
- E. Universalis
- Gallica
- Google
- G. Books
- G. News
- G. Scholar
- Persée
- Qwant
- (zh) Baidu
- (ru) Yandex
- (wd) trouver des œuvres sur Wikidata

| 1. | Préciser le motif de la pose du bandeau. | Précisez le motif de la pose du bandeau en utilisant la syntaxe suivante : {{admissibilité à vérifier\|date=avril 2025\|motif=remplacez ce texte par le motif}}                   |
| 2. | Informer les utilisateurs concernés.     | Pensez à avertir le créateur de l'article, par exemple, en insérant le code ci-dessous sur sa page de discussion : {{subst:avertissement admissibilité à vérifier\|Max Tzwangue}} |

Max Tzwangue, né le 24 août 1925 dans le 12e arrondissement de Paris et mort le 13 novembre 2021 à L'Haÿ-les-Roses, est un résistant français, engagé en 1942 dans l'Union de la jeunesse juive, puis dans les Francs-tireurs et partisans - Main-d'œuvre immigrée. Nommé sous-lieutenant, il participe à la libération de Bordeaux et La Rochelle. C'est aussi un acteur de théâtre et de cinéma.

## Biographie
Il est issu d’une famille juive aux origines russes et polonaises ayant fui les pogroms. Il obtient la nationalité française en 1927 et vécut à Paris où il fréquenta le patronage communiste « la Bellevilloise ».
Il s’installe en 1939 à Clermont-Ferrand avec sa mère lors de la déclaration de la guerre. Il travaille chez un tailleur auvergnat qui lui appris le métier. Parallèlement il réalise ses premières actions de résistance en distribuant la nuit, dans les boites aux lettres, des tracts qu’il imprime lui-même.
En 1942, lui et sa famille doivent fuir les rafles contre les juifs initiées à Paris et étendues à Clermont-Ferrand et trouve refuge en Dordogne. Envoyé par la suite à Lyon, il s’engage dans la résistance à travers l’Union de la jeunesse juive. Il passe rapidement de la distribution de tracts à des actions de sabotage, après avoir rejoint en mars 1942 les FTP MOI. En mai 1943 il doit quitter la région lyonnaise après avoir été identifié comme un des participants à une attaque contre un bureau de rationnement. Par la suite, il est « muté » au maquis « de la Croix-du-Ban » dans la Drôme en juin 1943. Le 24 novembre 1943 il est condamné à mort par contumace par la section spéciale de la Cour d'appel de Lyon,.
Il multiplia différentes actions et pris plusieurs responsabilités au sein de différents groupes, dont « liberté » MOI jusqu'à rejoindre une unité FTPF (Francs Tireurs et Partisans de France) qui participa à la libération de Périgueux. Il fut affecté à l’état-major de cette ville et nommé sous-lieutenant, et participa à la liberté de Bordeaux et la Rochelle. Il fit le choix de la démobilisation, refusant une carrière militaire qui l’aurait mené à des guerres impériales.
Après guerre, il fut tour à tout permanent CGT du syndicat de la confection masculine de la région parisienne dès 1954, et occupa ensuite plusieurs postes de responsabilités en entreprises.
Peu de temps après avoir pris sa retraite, Max Tzwangue, qui avait commencé le théâtre après la guerre, reprit des activités culturelles comme comédien.
Il meurt le 13 novembre 2021.

## Publications
- C'est ainsi que fut ma vie : Juif de Ménilmontant, résistant FTP-MOI à 17 ans. Syllepse, 2021  (ISBN 9782849509586)[9],[10].

## Filmographie
- 1999 : Voyages d'Emmanuel Finkiel : le rabbin[2].
- 2002 : La Guerre à Paris de Yolande Zauberman.
- 2001 : Dieu est grand, je suis toute petite de Pascale Bailly : Simon.
- 2001 : L'Art (délicat) de la séduction de Richard Berry : M. Ackermann.
- 2004 : Mariage mixte d'Alexandre Arcady : Simon, le bijoutier.

## Scénographie
- 2005 : La Vie à en mourir, d'Éric Cénat. Théâtre Paul-Éluard, Choisy-le-Roi[11].

## Récompenses et distinctions
- Chevalier de la Légion d'honneur (décret du 30 avril 2007, en tant que « résistant particulièrement valeureux »[12].